# زين العابدين شاه الأول
السلطان زين العابدين شاه الأول ابن تون حبيب عبد المجيد (1677/78 م - 25 فبراير 1733 م) هو مؤسس سلطنة ترغكانو. حكم ترغكانو من 1725 إلى 1733.

## سيرته
ولد في عام 1677/78 في جوهر لأمين صندوق سري مهراجا بيكراما تون حبيب عبد المجيد، بندهارا جوهر الثامن عشر في عهد السلطان إبراهيم شاه وجزءًا من عهد السلطان محمود شاه الثاني. تم أخذه كأمير بالتبني من قبل صاحب الأدميرال تون عبد الجميل. في عام 1688، عندما بلغ من العمر 10 سنوات، ذهب إلى فطاني مع عائلة عبد الجميل الذي طرده سلطان جوهر. ويقال إن هذا الطرد نابع من مزاعم بأن تون عبد الجميل حاول الانقلاب على السلطان الشاب محمود شاه الثاني. قُتل تون عبد الجميل على يد حليف لسلطان جوهر في تيلوك داتوك التي تقع بالقرب من كوالا ترغكانو. ومع ذلك، تمكن تون زين العابدين من الفرار مع عائلة تون عبد الجميل وتمكن من الوصول إلى فطاني. 
عندما اعتلى السلطان عبد الجليل الرابع عرش جوهر، دعا تون زين العابدين للعودة إلى جوهر. أثناء وجوده في جوهر، تولى ولاية ترغكانو. ثم عاد إلى فطاني. أرسل نانغ تشايام بعد ذلك تون زين العابدين إلى ترغكانو برفقة 80 شخصًا من فطاني مع معدات تتويج ملكي، بما في ذلك خنجر طويل لا يزال يستخدم حتى يومنا هذا في التتويج. وتوج كسلطان ترغكانو من قبل القاضي الإمام محمود في عام 1708 في تانجونج بارو التي تقع على نهر ترغكانو العلوي بالقرب من كوالا بيرانج. 
جاء في تحفة النفيس الذي كتبه رجا حاجي أن تون زين العابدين أصبح سلطان ترينجانو من قبل داينج مينامبوك بأوامر من السلطان سليمان بدر العالم شاه في عام 1725.
توفي فجر يوم الأحد 21 رمضان 1146 هـ الموافق 25 فبراير 1733 م  وخلفه ابنه السلطان منصور الأول. ودفن في بوكيت كليدانج، كوالا ترغكانو.